# Multiplicación de matrices
En matemáticas, la multiplicación o producto de matrices es la operación de composición efectuada entre dos matrices, o bien la multiplicación entre una matriz y un escalar según unas determinadas reglas. 
Al igual que la multiplicación aritmética, su definición es instrumental, es decir, viene dada por un algoritmo capaz de efectuarla. El algoritmo para la multiplicación matricial es diferente del que resuelve la multiplicación de dos números. La diferencia principal es que la multiplicación de matrices no cumple con la propiedad de conmutatividad.

## Multiplicación de una matriz por un escalar
Dadas una matriz {\displaystyle A} de {\displaystyle m} filas y {\displaystyle n} columnas
{\displaystyle A={\begin{pmatrix}a_{11}&\cdots &a_{1n}\\\vdots &\ddots &\vdots \\a_{m1}&\cdots &a_{mn}\end{pmatrix}}}
y {\displaystyle k\in \mathbb {R} } entonces la multiplicación de {\displaystyle A} por el escalar {\displaystyle k}, que se denota por {\displaystyle k\cdot A} o simplemente {\displaystyle kA}, se define como la matriz
{\displaystyle kA={\begin{pmatrix}ka_{11}&\cdots &ka_{1n}\\\vdots &\ddots &\vdots \\ka_{m1}&\cdots &ka_{mn}\end{pmatrix}}}
En el caso particular de multiplicación por enteros, se puede considerar como sumar o restar la misma matriz tantas veces como indique el escalar:
{\displaystyle n\times A=\underbrace {A+\dots \ +A} _{n}}

### Propiedades
Sean {\displaystyle A} y {\displaystyle B} matrices y {\displaystyle c,d\in \mathbb {R} }, la multiplicación de matrices por escalares cumple con las siguientes propiedades:
| Propiedad                                       | Descripción                                          |
| Clausura                                        | cA es también una matriz                             |
| Elemento neutro                                 | Existe el elemento neutro uno, de manera que 1·A = A |
| Propiedad asociativa                            | {\displaystyle (cd)A=c(dA)}                          |
| Propiedad distributiva - De escalar - De matriz | c(A+B) = cA+cB (c+d)A = cA+dA                        |

## Multiplicación de una matriz por otra matriz

Los resultados en las posiciones marcadas dependen de las filas y columnas de sus respectivos colores.

Dadas dos matrices {\displaystyle A} y {\displaystyle B}, tales que {\displaystyle A\in \mathbb {R} ^{m\times n}} y {\displaystyle B\in \mathbb {R} ^{n\times p}}, la multiplicación de {\displaystyle A} por {\displaystyle B}, que se denota por {\displaystyle AB}, es una matriz con {\displaystyle m} filas y {\displaystyle p} columnas cuya {\displaystyle (i,j)}-ésima entrada es
{\displaystyle \sum _{r=1}^{n}a_{ir}b_{rj}}
es decir:
{\displaystyle {\begin{aligned}AB&={\begin{pmatrix}a_{11}&\cdots &a_{1n}\\\vdots &\ddots &\vdots \\a_{m1}&\cdots &a_{mn}\end{pmatrix}}{\begin{pmatrix}b_{11}&\cdots &b_{1p}\\\vdots &\ddots &\vdots \\b_{n1}&\cdots &b_{np}\end{pmatrix}}\\&={\begin{pmatrix}a_{11}b_{11}+\cdots +a_{1n}b_{n1}&\cdots &a_{11}b_{1p}+\cdots +a_{1n}b_{np}\\\vdots &\ddots &\vdots \\a_{m1}b_{11}+\cdots +a_{mn}b_{n1}&\cdots &a_{m1}b_{1p}+\cdots +a_{mn}b_{np}\end{pmatrix}}\end{aligned}}}
En la página Matriz (matemática), concretamente en la sección Operaciones básicas entre matrices § Producto de matrices por matrices, se da una justificación de por qué se define así este producto, que de otra forma podría parecer arbitrario y hasta "caprichoso".

### Propiedades
Sean A, B y C matrices para las cuales la multiplicación entre ellas está bien definida, es decir, tales que sus elementos pertenecen a un grupo donde la multiplicación está definida, y de manera que el número de filas y de columnas permite realizar la multiplicación; entonces se cumplen las siguientes propiedades:
| Propiedad                                                  | Descripción |
| Clausura                                                   | AB es también una matriz |
| Elemento neutro                                            | Si A es una matriz cuadrada de tamaño m, entonces la matriz identidad Im×m es elemento neutro, de manera que: I·A = A·I = A |
| Propiedad asociativa                                       | {\displaystyle (AB)C=A(BC)}                                                                                                 |
| Propiedad distributiva - Por la derecha - Por la izquierda | {\displaystyle (A+B)C=AC+BC} {\displaystyle C(A+B)=CA+CB}                                                                   |

| Demostración de la propiedad asociativa |
| Sean A una matriz de mxn; B una matriz de nxp; y C una matriz de pxq. Entonces, AB será una matriz de mxp. Del mismo modo, BC será una matriz de nxq. Por lo tanto, usando sumatoria, verificaremos la propiedad asociativa del producto de matrices, es decir, (AB)C=A(BC). Para AB: {\displaystyle AB=\sum _{k=1}^{n}a_{ik}b_{kj}=D=(d_{ij})} Luego, multiplicando D por C: {\displaystyle DC=\sum _{l=1}^{p}d_{il}c_{lj}} Reemplazando D por AB: (1){\displaystyle (AB)C=\sum _{l=1}^{p}(\sum _{k=1}^{n}a_{ik}b_{kl})c_{lj}=\sum _{l=1}^{p}\sum _{k=1}^{n}a_{ik}b_{kl}c_{lj}} Ahora, para BC: {\displaystyle BC=\sum _{l=1}^{p}b_{il}c_{lj}=E=(e_{ij})} Luego, multiplicando A por E: {\displaystyle AE=\sum _{k=1}^{n}a_{ik}e_{kj}} Reemplazando E por BC: (2){\displaystyle A(BC)=\sum _{k=1}^{n}a_{ik}(\sum _{l=1}^{p}b_{kl}c_{lj})=\sum _{k=1}^{n}\sum _{l=1}^{p}a_{ik}b_{kl}c_{lj}} Con lo que verificamos que (1) y (2) son iguales y se cumple la propiedad asociativa: {\displaystyle (AB)C=A(BC)\,} |

El producto de dos matrices generalmente no es conmutativo, es decir, AB ≠ BA.
{\displaystyle AB_{}^{}=} {\displaystyle {\begin{pmatrix}1&1\\0&1\end{pmatrix}}\cdot } {\displaystyle {\begin{pmatrix}1&0\\1&1\end{pmatrix}}=} {\displaystyle {\begin{pmatrix}2&1\\1&1\end{pmatrix}}} y por el contrario {\displaystyle BA_{}^{}=} {\displaystyle {\begin{pmatrix}1&0\\1&1\end{pmatrix}}\cdot } {\displaystyle {\begin{pmatrix}1&1\\0&1\end{pmatrix}}=} {\displaystyle {\begin{pmatrix}1&1\\1&2\end{pmatrix}}}
La división entre matrices, es decir, la operación que podría producir el cociente A / B, no se encuentra definida. Sin embargo, existe el concepto de matriz inversa, sólo aplicable a las matrices invertibles.
Finalmente, note que tanto la multiplicación de una matriz por un escalar, como la multiplicación de dos escalares, puede representarse mediante una multiplicación de dos matrices:
{\displaystyle kA_{}^{}=} {\displaystyle (kI)A_{}^{}=} {\displaystyle {\begin{pmatrix}k&0&\cdots &0\\0&k&\cdots &0\\\vdots &\vdots &\ddots &\vdots \\0&0&\cdots &k\end{pmatrix}}\cdot } {\displaystyle {\begin{pmatrix}a_{11}&\cdots &a_{1n}\\\vdots &\ddots &\vdots \\a_{n1}&\cdots &a_{nn}\end{pmatrix}}=} {\displaystyle {\begin{pmatrix}ka_{11}&\cdots &ka_{1n}\\\vdots &\ddots &\vdots \\ka_{n1}&\cdots &ka_{nn}\end{pmatrix}}.}

## Aplicaciones
La multiplicación de matrices es muy útil para la resolución de sistemas de ecuaciones de muchas variables, dado que son muy cómodas para ser implementadas mediante un computador. El cálculo numérico se basa en gran parte de estas operaciones, al igual que aplicaciones como MATLAB y  Octave. También actualmente se utiliza mucho en el cálculo de microarrays, en el área de bioinformática.

### Sistemas de ecuaciones
Consideremos el caso más sencillo, el de las matrices cuadradas de orden 2, es decir cuando n = m = 2. Las aplicaciones lineales del plano real que, al punto M(x1,x2) hacen corresponder el punto N(y1,y2) se expresan como un sistema de dos ecuaciones con dos variables. Las matrices permiten escribirlos más rápidamente. Así, por ejemplo, el sistema:
| {\displaystyle \left\{{\begin{matrix}y_{1}=ax_{1}+bx_{2}\\y_{2}=cx_{1}+dx_{2}\end{matrix}}\right.} | se escribe de forma matricial así: | {\displaystyle {\begin{pmatrix}y_{1}\\y_{2}\end{pmatrix}}={\begin{pmatrix}a&b\\c&d\end{pmatrix}}{\begin{pmatrix}x_{1}\\x_{2}\end{pmatrix}}} |

Como se ve, en la notación matricial, las variables sólo aparecen una vez, así como el símbolo "=", y los signos "+" no se escriben. Los ahorros de tiempo y energía no son enormes aquí, pero crecen con las dimensiones de la matriz. 
Ahora bien, las aplicaciones lineales se pueden sumar, lo que daría la adición de las matrices que se definió arriba, pero no se pueden multiplicar. 
Sin embargo, existe otra operación, universal en el campo de las aplicaciones: la composición, es decir, aplicar sucesivamente dos o más funciones a un objeto. Al componer:
{\displaystyle \left\{{\begin{matrix}z_{1}=ey_{1}+fy_{2}\\z_{2}=gy_{1}+hy_{2}\end{matrix}}\right.{\mbox{ con }}\left\{{\begin{matrix}y_{1}=ax_{1}+bx_{2}\\y_{2}=cx_{1}+dx_{2}\end{matrix}}\right.}
obtenemos:
{\displaystyle \left\{{\begin{matrix}z_{1}=e(ax_{1}+bx_{2})+f(cx_{1}+dx_{2})=(ea+fc)x_{1}+(eb+fd)x_{2}\\z_{2}=g(ax_{1}+bx_{2})+h(cx_{1}+dx_{2})=(ga+hc)x_{1}+(gb+hd)x_{2}\end{matrix}}\right.}
| lo que corresponde a la matriz: | {\displaystyle {\begin{pmatrix}ea+fc&eb+fd\\ga+hc&gb+hd\end{pmatrix}}} |

| Por lo tanto se define el producto de matrices así: | {\displaystyle {\begin{pmatrix}e&f\\g&h\end{pmatrix}}{\begin{pmatrix}a&b\\c&d\end{pmatrix}}={\begin{pmatrix}ea+fc&eb+fd\\ga+hc&gb+hd\end{pmatrix}}} |

## Optimización computacional
Aunque todas las implementaciones de la multiplicación de matrices clásicas tienen una complejidad de tiempo de orden O(n³), el orden en que se anidan los bucles puede tener un impacto significativo en el rendimiento práctico, debido a la localidad de datos en la memoria caché. Por ejemplo, recorridos como `ikj` o `kji` tienden a acceder a los datos de manera más contigua, mejorando el uso de la caché y reduciendo los tiempos de ejecución, mientras que órdenes como `jki` pueden generar más fallos de caché y mayor latencia.
En ambientes de cómputo paralelo, esta optimización puede combinarse con técnicas de paralelización mediante múltiples hilos. En lenguajes como Java, se puede dividir la matriz resultante en bloques y procesarlos en paralelo usando herramientas como `ExecutorService`. Estas estrategias permiten escalar el rendimiento en arquitecturas multinúcleo, siendo especialmente efectivas en matrices grandes (por ejemplo, de 1000x1000 o más).
El rendimiento observado depende de factores como el tamaño de las matrices, la cantidad de núcleos disponibles, el tipo de acceso a memoria y la sobrecarga de la gestión de hilos. En general, para tamaños pequeños, el paralelismo puede introducir overhead innecesario, pero en tamaños mayores, los beneficios son notables.